# 歐洲E49公路
欧洲E49公路（E49）是欧洲的一条国际公路，起点是德国的馬德堡，终点为奧地利的維也納，全長約759公里。

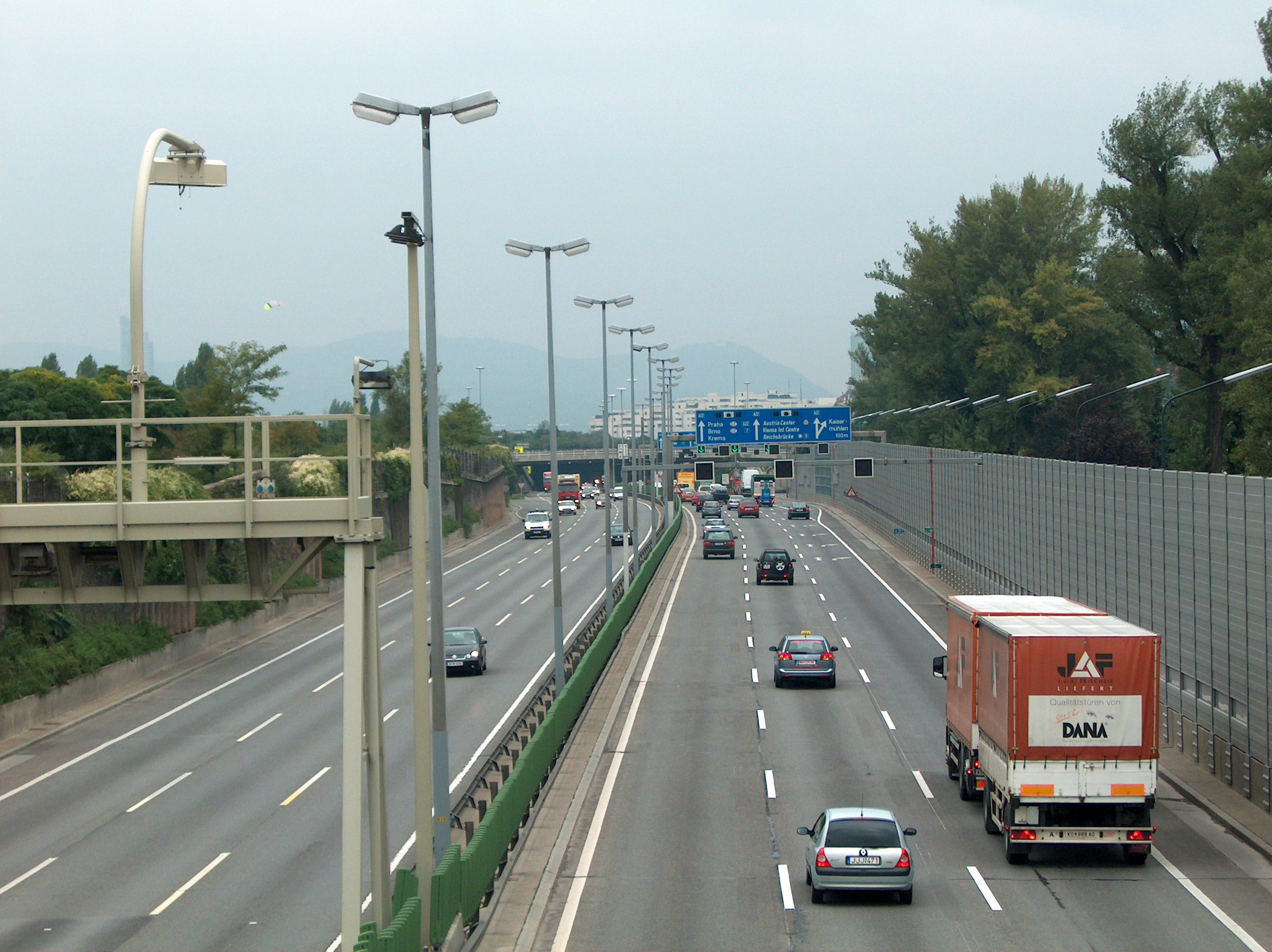
歐洲E49公路奧地利維也納段

## 线路
欧洲E49公路穿过以下主要城市：
- 德国：馬德堡 - 哈雷 - 普勞恩
- 捷克：海布 - 卡羅維瓦利 - 皮爾森 - 皮塞克 - 捷克布傑約維采 - 特熱邦
- 奧地利：霍恩 - 施托克勞 - 維也納